# Toyota Izoa
Der Toyota Izoa ist ein Crossover-SUV des japanischen Automobilherstellers Toyota.

## Geschichte
Vorgestellt wurde das Fahrzeug von FAW-Toyota im April 2018 auf der Beijing Auto Show. Es kam kurz darauf in China auf den Markt. Mit einem Elektroantrieb debütierte der Izoa im April 2019 auf der Shanghai Auto Show.
Das SUV ist nahezu baugleich zum Toyota C-HR. Dieser wird in China jedoch nicht vom FAW-Toyota-Joint-Venture, sondern vom GAC-Toyota-Joint-Venture produziert. In China werden somit zwei Modelle der Baureihe angeboten. Diese Marktpositionierung ist in China nicht unüblich, so bieten beispielsweise Volkswagen den VW T-Cross auch als VW Tacqua oder Honda den Honda HR-V auch als Honda XR-V an. Auch Toyota hat mit dem Toyota RAV4 und dem Toyota Wildlander oder dem Toyota Highlander und dem Toyota Crown Kluger weitere baugleiche Modelle im Programm. Als Grund für diese Strategie gelten regionale Unterschiede in der Volksrepublik China.

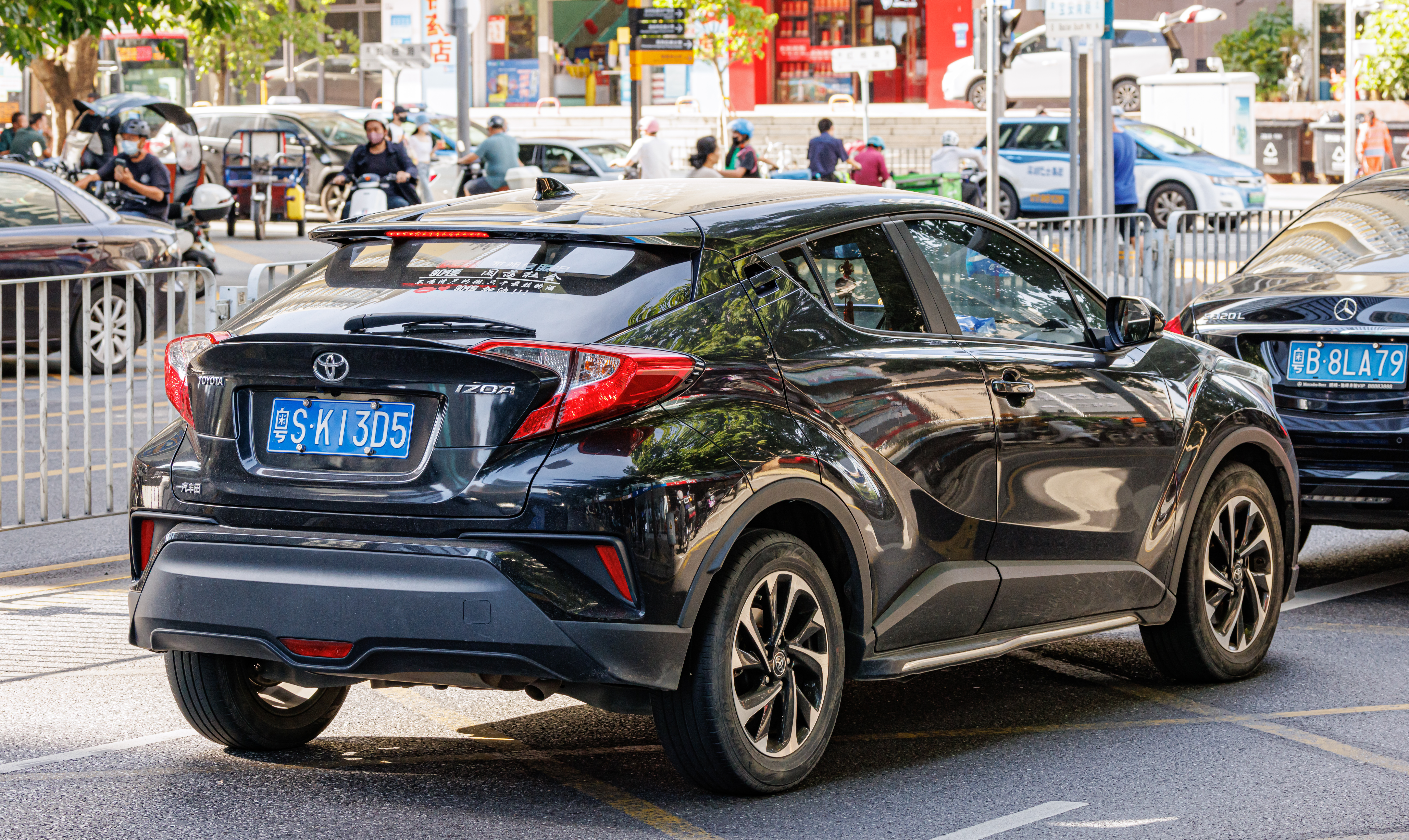
Heckansicht
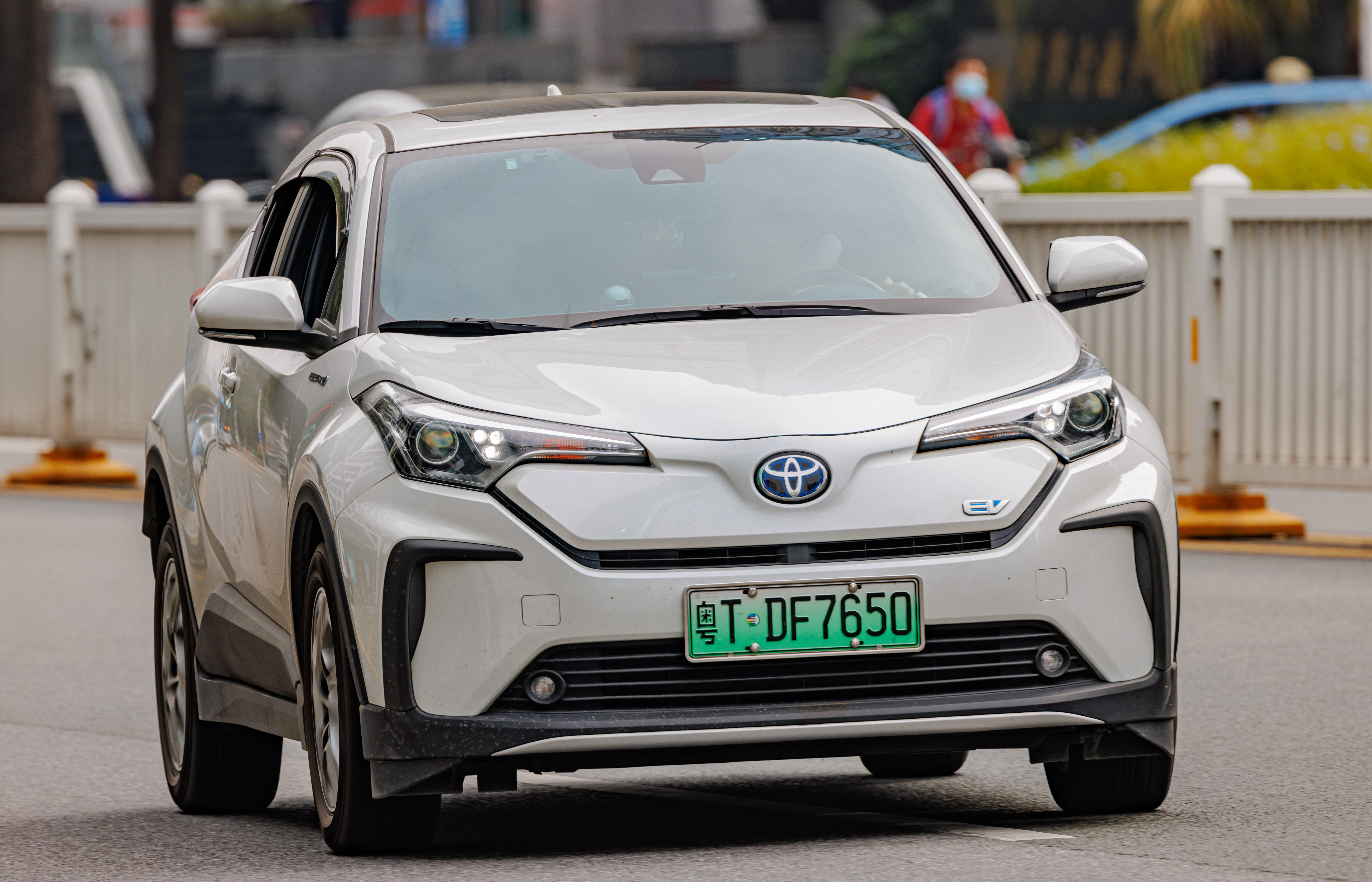
Toyota Izoa EV (2020–2022)

## Technische Daten
Wie auch im chinesischen C-HR steht für den Izoa entweder ein Zweiliter-Ottomotor mit 126 kW (171 PS), ein Zweiliter-Otto-Hybrid mit 135 kW (184 PS) oder eine Elektroversion mit 150 kW (204 PS) zur Wahl. Der reine Benziner war zum Marktstart verfügbar, die Elektroversion folgte im Mai 2020 und der Hybrid im Juni 2021. Die Verbrenner-Varianten haben ein stufenloses Getriebe. Allradantrieb ist nicht erhältlich.
|                                                       | 2.0                              | 2.0 Hybrid                   | E                             |
| Bauzeitraum                                           | seit 06/2018                     | seit 06/2021                 | 05/2020–10/2022               |
| Motorkenndaten                                        |                                  |                              |                               |
| Motortyp                                              | R4-Ottomotor                     | R4-Ottomotor + Elektromotor  | Elektromotor                  |
| Motoraufladung                                        | —                                | —                            | —                             |
| Hubraum                                               | 1987 cm³                         | 1987 cm³                     | —                             |
| max. Leistung Ottomotor                               | 126 kW (171 PS) bei 6600/min     | 107 kW (146 PS) bei 6000/min | —                             |
| max. Leistung Elektromotor                            | —                                | 80 kW (109 PS)               | 150 kW (204 PS)               |
| max. Systemleistung                                   | —                                | 135 kW (184 PS)              | —                             |
| max. Drehmoment Ottomotor                             | 203 Nm bei 4400–4800/min         | 188 Nm bei 4400–5200/min     | —                             |
| max. Drehmoment Elektromotor                          | —                                | 202 Nm                       | 300 Nm                        |
| Kraftübertragung                                      |                                  |                              |                               |
| Antrieb                                               | Vorderradantrieb                 | Vorderradantrieb             | Vorderradantrieb              |
| Getriebe                                              | Stufenloses Getriebe             | Stufenloses Getriebe         | Festes Übersetzungsverhältnis |
| Messwerte                                             |                                  |                              |                               |
| Höchstgeschwindigkeit                                 | 185 km/h                         | 175 km/h                     | 160 km/h                      |
| Beschleunigung, 0–100 km/h                            | 10,3 s                           | 10,1 s                       | k. A.                         |
| Kraftstoff-/ Energieverbrauch auf 100 km (kombiniert) | 5,7 l Super                      | 4,5 l Super                  | 13,1 kWh                      |
| Tankinhalt                                            | 50 l                             | 43 l                         | —                             |
| Batterie                                              | —                                | —                            | 54,3 kWh                      |
| Elektrische Reichweite nach NEFZ                      | —                                | —                            | 400 km                        |
| Abgasnorm nach EU-Klassifikation                      | China V (seit 11/2018: China VI) | China VI                     | —                             |